# Protoculicoides acraorum
Protoculicoides acraorum är en tvåvingeart som beskrevs av Art Borkent 2000. Protoculicoides acraorum ingår i släktet Protoculicoides och familjen svidknott.
Artens utbredningsområde är Libanon. Inga underarter finns listade i Catalogue of Life.